# Acanthoderes funeraria
Acanthoderes funeraria är en skalbaggsart som beskrevs av Bates 1861. Acanthoderes funeraria ingår i släktet Acanthoderes och familjen långhorningar. Inga underarter finns listade i Catalogue of Life.